# 四川保寧醋
四川保寧醋又稱保寧醋，是中國四大名醋之一，產於四川省保寧府（現閬中市），所以得名保寧醋。1915年，保宁醋获巴拿马“太平洋万国博览会”金奖。保宁醋以麸皮、大米、小麦为主要原料。此醋用五味子、白叩、砂仁、杜仲、枸杞、建曲、荆芥、薄荷等中药材作曲。被选入四川省第一批工业遗产。